# Russelia cora
Russelia cora är en grobladsväxtart som beskrevs av I. Mendez-larios och O. Tellez Valdes. Russelia cora ingår i släktet Russelia och familjen grobladsväxter. Inga underarter finns listade i Catalogue of Life.